# Załuczcza (mijanka)
Załuczcza (biał. Залучча, ros. Залучье) – mijanka i przystanek kolejowy w miejscowości Załuczcza, w rejonie horodeckim, w obwodzie witebskim, na Białorusi. Położona jest na linii Newel - Jeziaryszcza - Witebsk.